# Noor (rivière)
Pour les articles homonymes, voir Noor.
Le Noor ou Langwater (en limbourgeois Laankwater), est une petite rivière des Pays-Bas et de la Belgique, située dans les provinces du Limbourg néerlandais et belge.

## Géographie
La source du Noor est située au hameau de Wesch, près de Noorbeek, dans le sud du Limbourg néerlandais. Le Noor est la seule rivière des Pays-Bas qui adopte une direction nord-sud depuis les Pays-Bas vers la Belgique. Au hameau de Vitsen, près de Fouron-le-Comte, le Noor se jette dans la Foron (en néerlandais : Voer), affluent de la Meuse. La vallée du Noor constitue un corridor écologique.